# 안동 용계리 은행나무
안동 용계리 은행나무(安東 龍溪里 은행나무)는 경상북도 안동시 길안면 용계리에 있는 은행나무이다. 대한민국의 천연기념물 제175호로 지정되었다.
키가 47미터에 이르며, 가슴 높이 둘레가 14미터로 한국내 은행나무 가운데에서는 가장 굵다. 700살이 훨씬 넘은 것으로 추정된다.

## 개요
은행나무는 살아 있는 화석이라 할 만큼 오래된 나무로 우리나라, 일본, 중국 등지에 분포하고 있다. 우리나라에는 중국에서 유교와 불교가 전해질 때 같이 들어온 것으로 전해지고 있다. 가을 단풍이 매우 아름답고 병충해가 없으며 넓고 짙은 그늘을 제공한다는 장점이 있어 정자나무 또는 가로수로도 많이 심는다.
용계의 은행나무는 나이가 700년 정도로 추정되며, 높이 31.0m, 둘레 13.67m이다. 원래는 용계초등학교 운동장에 있었으나 임하댐의 건설로 물에 잠길 위치에 있어, 15m의 높이로 흙을 쌓아 지금의 위치에 옮겨 심은 것이다.
이 나무에는 조선 선조(재위 1576∼1608) 때 훈련대장이었던 탁순창(卓順昌)이 서울에서 내려와 마음이 맞는 사람들과 은행나무 계(契)를 만들어 이 나무를 보호하고, 매년 7월에 나무 밑에 모여 서로의 친목을 도모했다고 하는 이야기가 전한다. 현재 이 마을은 사라졌지만, 탁씨의 자손들은 해마다 나무에 제사를 드리며 보호하고 있다.
용계의 은행나무는 주민 단합을 이루게 하는 상징물로서의 역할을 하여 온 나무로서 가치가 크고, 우리 선조들이 나무를 사랑하고 보호한 것을 알 수 있는 자료이며 우리나라에 있는 은행나무 가운데 가장 크고 오래된 나무 중에 하나이므로 천연기념물로 지정·보호하고 있다.

## 수몰 위기 모면
원래 길안초등학교 용계분교장의 운동장 한편에 서 있었다.
그런데, 1987년 임하댐 건설로 수몰될 위기에 처하자 주민들이 청원하여 한국수자원공사가 정부의 승인을 받아내 있던 자리에서 15미터 높이까지 들어 올려져 수몰을 면했다.
H빔 공법을 이용해 나무를 조금씩 들어 올리는 방식으로 시작되었고, 나무 주변에는 자연스레 인공 산이 쌓였다.
이 공사는 1990년부터 1993년까지 4년에 걸쳐 이뤄졌고 공사에 들인 비용은 23억원이 들었다.

## 현재 천연기념물로 지정되어 있는 은행나무
| 호수 | 품목                 | 지정(등록)일 | 소재지                                                         | 소유자(소유단체)                | 관리자(관리단체) |
| ---- | -------------------- | ------------ | -------------------------------------------------------------- | ------------------------------- | ---------------- |
| 30   | 양평 용문사 은행나무 | 1962.12.07   | 경기 양평군 용문면 신점리 626-1번지                            | 대한불교조계종 용문사           | 양평군           |
| 59   | 서울 문묘 은행나무   | 1962.12.07   | 서울특별시 종로구 성균관로 31 (명륜3가, 유림회관)              | 문화재청                        | 서울특별시       |
| 64   | 울주 구량리 은행나무 | 1962.12.07   | 울산 울주군 두서면 구량리 860번지                              | 울주군 외                       | 울주군           |
| 76   | 영월 하송리 은행나무 | 1962.12.07   | 강원 영월군 영월읍 하송리 190-4번지                            | 영월군                          | 영월군           |
| 84   | 금산 요광리 은행나무 | 1962.12.07   | 충남 금산군 추부면 요광리 329-8번지                            | 건설부 외                       | 금산군           |
| 165  | 괴산 읍내리 은행나무 | 1964.01.31   | 충북 괴산군 청안면 청안읍내로3길 8, (청안초등학교 내) (읍내리) | 충청북도교육감                  | 괴산군           |
| 166  | 강릉 장덕리 은행나무 | 1964.01.31   | 강원 강릉시 주문진읍 장덕리 643번지                            | 강릉시 외                       | 강릉시           |
| 167  | 원주 반계리 은행나무 | 1964.01.31   | 강원도 원주시 문막읍 반계리 1495-1번지                         | 원주시                          | 원주시           |
| 175  | 안동 용계리 은행나무 | 1966.01.13   | 경북 안동시 길안면 용계리 744외 8필                            | 국토교통부                      | 안동시           |
| 223  | 영동 영국사 은행나무 | 1970.04.27   | 충북 영동군 양산면 누교리 1395-14번지                          | 국토교통부 외                   | 영동군           |
| 225  | 구미 농소리 은행나무 | 1970.06.03   | 경북 구미시 옥성면 이곡1길 10 (농소리)                         | 건설부 외                       | 구미시           |
| 300  | 금릉 조룡리 은행나무 | 1982.11.09   | 경북 김천시 대덕면 조룡리 51외 2필                             | 김녕김씨충의공파김천금릉종중 외 | 김천시           |
| 301  | 청도 대전리 은행나무 | 1982.11.09   | 경북 청도군 이서면 대전리 638외 2필                            | 농림수산부 외                   | 청도군           |
| 302  | 의령 세간리 은행나무 | 1982.11.09   | 경남 의령군 유곡면 세간리 808외 3필                            | 의령군 외                       | 의령군           |
| 303  | 화순 야사리 은행나무 | 1982.11.09   | 전남 화순군 이서면 야사리 182-1번지 4필                        | 건설부 외                       | 화순군           |
| 304  | 강화 볼음도 은행나무 | 1982.11.09   | 인천 강화군 서도면 볼음도리 산186번지 외 1필                   | 강화군                          | 강화군           |
| 320  | 부여 주암리 은행나무 | 1982.11.09   | 충남 부여군 내산면 주암리 148-1번지 4필                        | 부여군 외                       | 부여군           |
| 365  | 금산 보석사 은행나무 | 1990.08.02   | 충남 금산군 남이면 석동리 709번지                              | 대한불교조계종 보석사           | 금산군           |
| 385  | 강진 성동리 은행나무 | 1997.12.30   | 전남 강진군 병영면 성동리 70번지                               | 건설교통부 외                   | 강진군           |
| 402  | 청도 적천사 은행나무 | 1998.12.23   | 경북 청도군 청도읍 월곡안길 28-293 (원리)                      | 적천사 외                       | 청도군           |
| 406  | 함양 운곡리 은행나무 | 1999.04.06   | 경남 함양군 서하면 운곡리 779번지                              | 함양군 외                       | 함양군           |
| 482  | 담양 봉안리 은행나무 | 2007.08.09   | 전남 담양군 무정면 봉안리 술지마을 1043-3번지                  | 건설부 외                       | 담양군           |
| 551  | 당진 면천 은행나무   | 2016.09.06   | 충청남도 당진시 동문1길 3 (면천면)                             | 충청남도교육청 외               | 당진시           |
| 562  | 인천 장수동 은행나무 | 2021.02.08   | 인천 남동구 장수동 63-6번지                                    | 충청남도교육청 외               | 남동구청         |

## 참고 자료
- 안동 용계리 은행나무 - 국가유산청 국가유산포털